# Рогов Ополски
Ро̀гов Опол̀ски (на полски: Rogów Opolski) е село в Южна Полша, Ополско войводство, Крапковишки окръг, община Крапковице. Според Полската статистическа служба към 31 декември 2009 г. селото има 691 жители.

## География

### Местоположение
Селото се намира в географския макрорегион Силезка равнина, който е част от Централноевропейската равнина. Близо до река Одра. Разположено е край републикански път , на 6 км северно от общинския център град Крапковице.

## История
Основанията са били обитавани за дълго време. Проведено археологическите разкопки, където са открити части от глинени съдове, от първите векове на нашата ера. Също намерено железен меч с дължина от 95 сантиметра, датиращи от единадесети век. През 1335 г. за първи път е споменато тухла енорийска църква. От декември 1989 в Рогов издава тримесечни „Новини Роговске“.

## Инфраструктура
Селото е електрифицирано, има телефон и канализация. В Рогов Ополски се намира детска градина, здравен център, поща, пожарна команда, бар. Разполага с основно училище, в което учат 51 ученика (към 2012 г.). В 2002 г. от общо 195 обитавани жилища – снабдени с топла вода (176 жилища), с газ (89 жилища), самостоятелен санитарен възел (182 жилища); 1 жилища имат площ от 30 – 39 m², 9 жилища от 40 – 49 m², 23 жилища от 50 – 59 m², 27 жилища от 60 – 79 m², 33 жилища от 80 – 99 m², 28 жилища от 100 – 119 m², 73 жилища над 119 m².

## Забележителности
В Регистърът на недвижимите паметници на Националния институт за наследството са вписани:
- „Църква св. св. Филип и Якуб Старши“
- Замък комплекс от XV-XIX/XX в.

### Парк
Паркът в Рогов Ополски се намира на около замъка, на площ от около 20 хектара. Този парк е построен през 70-те години на XIX век. През ХХ век, дворецът е бил в градината в стила на историзъм. Около двореца е обграден от ров с каменен мост, по-долу се намира на двора градински тераси, разделящи бившата зона на река Одра. Близо до двореца е запазена погребална параклис. В парка е запазила старата комуникационна система и многобройни образци на стари дървета, като обикновен бук, цер, обикновен дъб, гинко билоба, liriodendron tulipifera. В парка са лишени от водните басейни, които сега са обрасли блатна растителност.

## Култура и образование
- Основно училище